# 5595 Roth
5595 Roth è un asteroide della fascia principale. Scoperto nel 1991, presenta un'orbita caratterizzata da un semiasse maggiore pari a 2,7230632 UA e da un'eccentricità di 0,1636692, inclinata di 9,83855° rispetto all'eclittica.